# Berliet 770 KB 6
Le Berliet 770 KB 6 est un camion de type porteur produit par le constructeur français Berliet entre 1974 et 1985 à 1.633 exemplaires.
Ce châssis-cabine spécialement destiné aux aménagements contre l'incendie est une version de la gamme Berliet série K, dérivée du Stradair. 

## Historique
En tout début d'année 1967, après les échecs successifs des modèles "Tekel" lancé en 1966 et fabriqué à quelques dizaines d'exemplaires seulement et celui, encore plus cuisant, du Stradair, lancé en 1965, la société Berliet se trouve en grave difficulté financière. La prochaine mise en place des dispositions relatives au marché commun avec son inévitable ouverture (très partielle) à la concurrence étrangère impose à Paul Berliet de trouver très rapidement un allié de poids. 
À cette époque, les frontières de l'hexagone sont très étanches et les rares produits importés très lourdement taxés. Les constructeurs français règnent en maîtres absolus sur un marché national sans concurrence extérieure. Sur les routes de l'hexagone commencent seulement à circuler quelques camions de marque étrangère, des tracteurs de semi-remorques et des gros porteurs de chantier Magirus, Mercedes ou Fiat, mais dans la gamme 5-10 tonnes, le constructeur italien OM, distribué par la filiale de Fiat V.I. en France, Unic, est le seul à offrir une gamme complète de camions dans cette classe. 
Paul Berliet, qui a acquis une bonne réputation avec ses camions de moyen et gros tonnage sur le marché national fermé et les anciennes colonies françaises, voyant sa part de marché baisser inexorablement après la création de Saviem, prend conscience qu'il ne peut continuer seul et affronter les grands constructeurs européens. Il devenait donc urgent de trouver un partenaire solide pour redresser sa situation et tenter de s’affirmer dans le secteur des petits véhicules, en particulier celui des livraisons urbaines, dont le marché est toujours très porteur et dominé par l'italien OM. 
Il faut rappeler que Berliet a toujours soutenu, contre tous en Europe, la charge à l'essieu de 13 tonnes, ce qui lui a rendu quasiment impossible ou pour le moins très difficile d'exporter ses modèles de camions lourds. 
Très vite, Caterpillar propose de racheter Berliet mais Paul Berliet doit décliner l'offre car les pressions gouvernementales lui imposent de rester français. Son futur partenaire ne pouvant être la Régie Renault qui venait de créer son concurrent national direct Saviem en distribuant les produits de l'allemand M.A.N., Unic appartenant au groupe italien Fiat, Berliet se tourne vers le seul constructeur français de camions encore indépendant, Citroën, qui appartient au groupe Michelin. La division poids lourds de Citroën fusionne avec Berliet en juin 1967 mais dès 1969, Michelin négocie avec Fiat la vente de Citroën et offre à Paul Berliet l'occasion d'intégrer le puissant groupe italien. Le gouvernement français y mettra son véto après trois ans alors que les sociétés communes étaient déjà opérationnelles. 
A peine le regroupement entre Berliet et Citroën devenu opérationnel, il est décidé de lancer l'étude d'un nouveau camion de faible tonnage qui viendrait remplacer les modèles sans gloire qu'ont été les Berliet Stradair et Citroën Belphégor. Comme ce fut le cas pour le Stradair, l'étude du nouveau camion de 2,5 à 5,0 tonnes de charge utile est très rapidement menée. Le nouveau véhicule portera le nom de Dauphin, sera fabriqué dans l'usine Berliet de Vénissieux et sera distribué sous la marque Citroën. Le cahier des charges est très simple : aucune nouveauté, utilisation d'éléments déjà existants, abandon des suspensions hydropneumatiques qui ont causé tant de problèmes au Stradair et retour aux suspensions mécaniques classiques. Moteurs essence Citroën et diesel Perkins.
Les modèles de pré-série sortent en début d'année 1969 et le véhicule est rapidement commercialisé. La gamme, rebaptisée "K" sera étendue au fil des années et sa fabrication s'arrêta en 1978, alors que le constructeur est passé dans le giron de Renault V.I. depuis 1976. 
Le châssis est un classique Berliet et la cabine est directement dérivée de celle du Stradair dont on a coupé le nez. À l'origine, le camion est uniquement commercialisé sous la marque Citroën mais dès 1970/71, les deux logos Citroën et Berliet sont juxtaposés. La seule contribution de la marque aux chevrons se situe au niveau du freinage 100% Citroën, provenant du Belphégor et la version essence utilise le moteur 4 cylindres de la DS 21. Le moteur diesel est fourni par Perkins, comme sur le Stradair et le Belphégor. Après une courte période sous la marque Citroën, le Dauphin ou série K01 poursuit sa carrière sous la seule marque Berliet jusqu'en 1978. 

## La version pompiers
Depuis 1960, les camions Berliet en version spéciales incendie sont déclinés à partir du châssis GAK 5 et animées par des moteurs 6 cylindres essence Hotchkiss ou Ford car Berliet ne dispose pas d'un moteur diesel suffisamment performant qui respecte les normes régissant les camions pompes. 
Il faudra attendre novembre 1974 pour voir le lancement du modèle 770 KB 6 qui va connaître un certain succès avec 1.633 exemplaires commercialisés jusqu'en 1985 sous la marque Berliet, alors qu'elle avait disparu dès 1980. Cette version est réservée pour les utilisations pompiers, un marché resté réservé en France jusqu'à la fin du XXe siècle. Il est équipé par les entreprises françaises spécialisées de l'époque : Biro fils, Camiva, Maheu-Labrosse, Safeti, Sairep ou Sides.
Cette version 770 KB 6 sera bien appréciée par les soldats du feu car facile à conduire et s'avéra puissant et fiable.

### Caractéristiques
Sous le capot, Berliet ayant démontré que son nouveau moteur diesel pouvait être utilisé en lieu et place des anciens moteurs essence sans difficulté, il y installa un 6 cylindres de 8,8 litres développant 185 chevaux DIN, avec une boîte à 6 rapports synchronisés. La vitesse maximale pouvait atteindre 83 km/h en charge. Une boîte automatique Allison sera proposée en option à partir de 1978 portant la vitesse maximale à 93 km/h. 
Malgré la reprise forcée de Berliet par Renault en 1975 et la suppression progressive des modèles de la marque et la rapide généralisation des motorisations MAN, le Berliet 770 KB 6 restera en fabrication jusqu'en 1985 sans aucun changement, ni même le remplacement de la marque Berliet par Renault comme sur les autres modèles.